# GUCD1
GUCD1 (англ. Guanylyl cyclase domain containing 1) – білок, який кодується однойменним геном, розташованим у людей на довгому плечі 22-ї хромосоми. Довжина поліпептидного ланцюга білка становить 240 амінокислот, а молекулярна маса — 27 207.
| 10         |  | 20         |  | 30         |  | 40         |  | 50         |
| ---------- |  | ---------- |  | ---------- |  | ---------- |  | ---------- |
| MRTEAEAAGP |  | PLEPGDFVQL |  | PVPVIQQLYH |  | WDCGLACSRM |  | VLRYLGQLDD |
| SEFERALQKL |  | QLTRSIWTID |  | LAYLMHHFGV |  | RHRFCTQTLG |  | VDKGYKNQSF |
| YRKHFDTEET |  | RVNQLFAQAK |  | ACKVLVEKCT |  | VSVKDIQAHL |  | AQGHVAIVLV |
| NSGVLHCDLC |  | SSPVKYCCFT |  | PSGHHCFCRT |  | PDYQGHFIVL |  | RGYNRATGCI |
| FYNNPAYADP |  | GMCSTSISNF |  | EEARTSYGTD |  | EDILFVYLDS |  |            |

A: Аланін

C: Цистеїн

D: Аспарагінова кислота

E: Глутамінова кислота

F: Фенілаланін

G: Гліцин

H: Гістидин

I: Ізолейцин

K: Лізин

L: Лейцин

M: Метіонін

N: Аспарагін

P: Пролін

Q: Глутамін

R: Аргінін

S: Серин

T: Треонін

V: Валін

W: Триптофан

Задіяний у такому біологічному процесі, як альтернативний сплайсинг. 